# 约翰·康拉兹
约翰·康拉兹（英語：John Konrads，1942年5月21日—2021年4月25日），原名亚尼斯·康拉兹，澳大利亚前游泳运动员，擅长自由泳，活跃于20世纪50年代和60年代。他在1960年夏季奥运会上获得了男子1500米自由泳金牌。退役后，曾任欧莱雅澳大拉西亞主管。
他与妹妹伊尔萨·康拉兹（Ilsa Konrads）一起创造了多项世界纪录，被称为Konrad Kids。

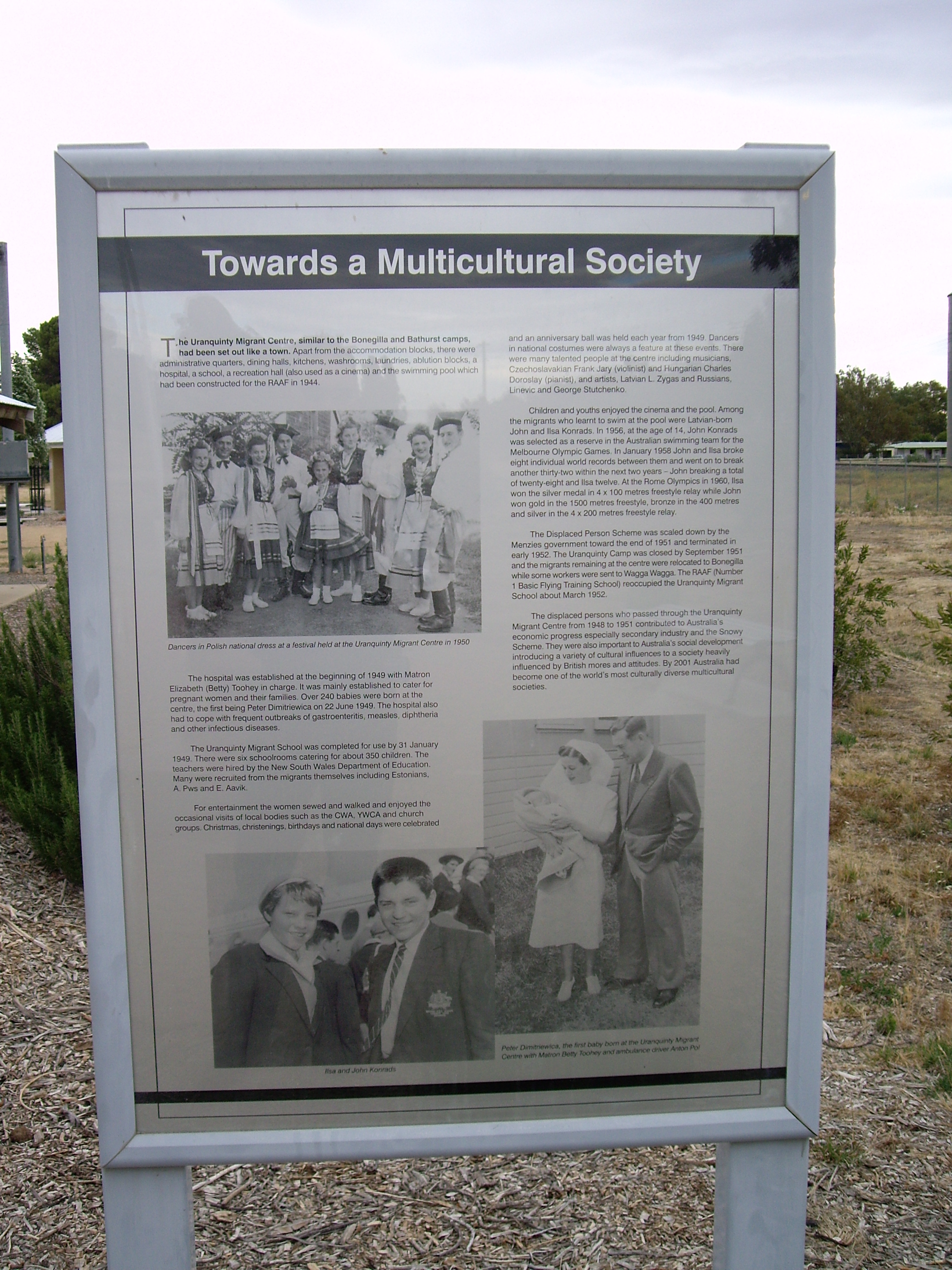
图片左下角是约翰·康拉兹和伊尔萨·康拉兹